# Užpaliai

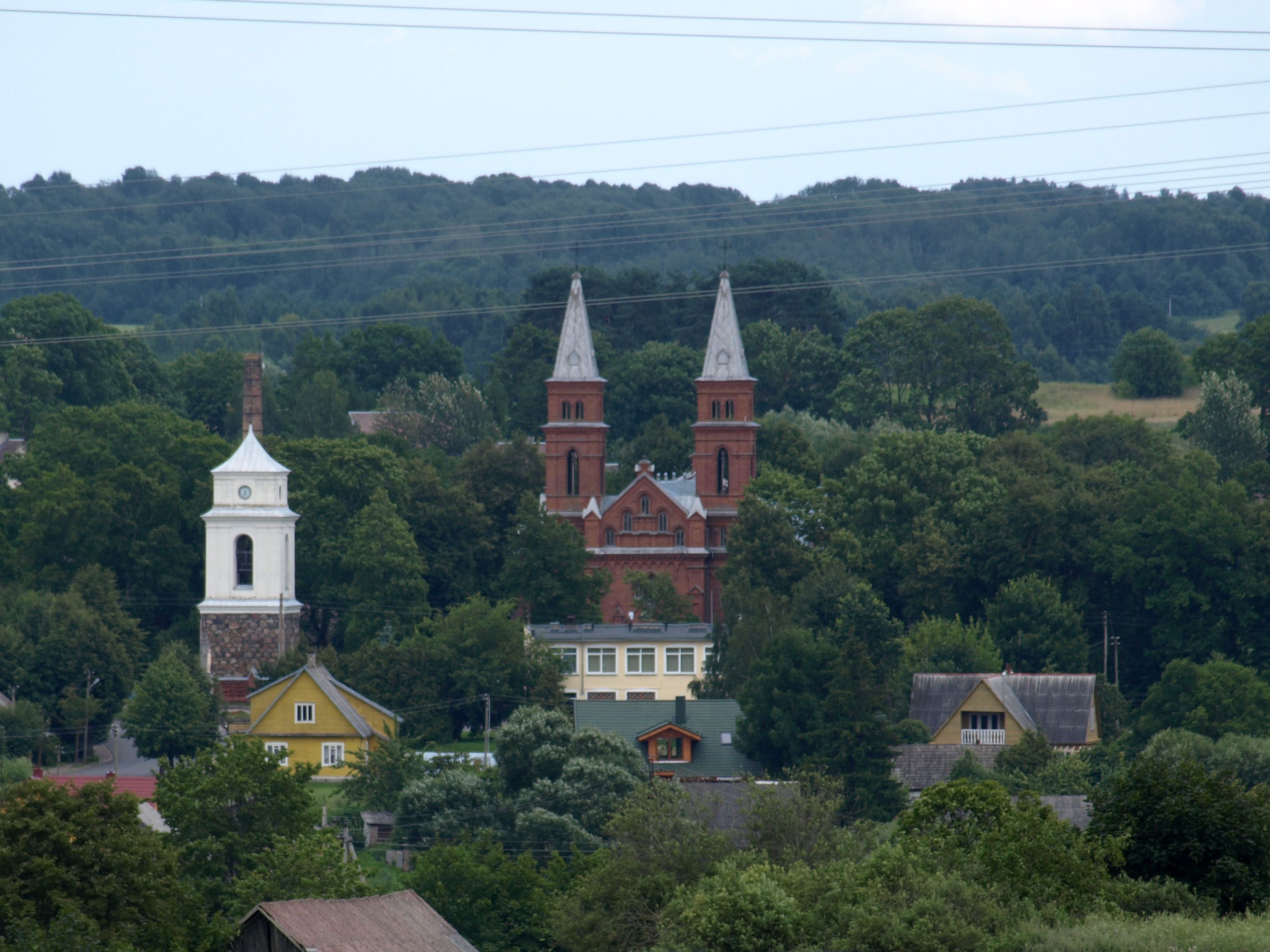
Blick auf die katholische Kirche

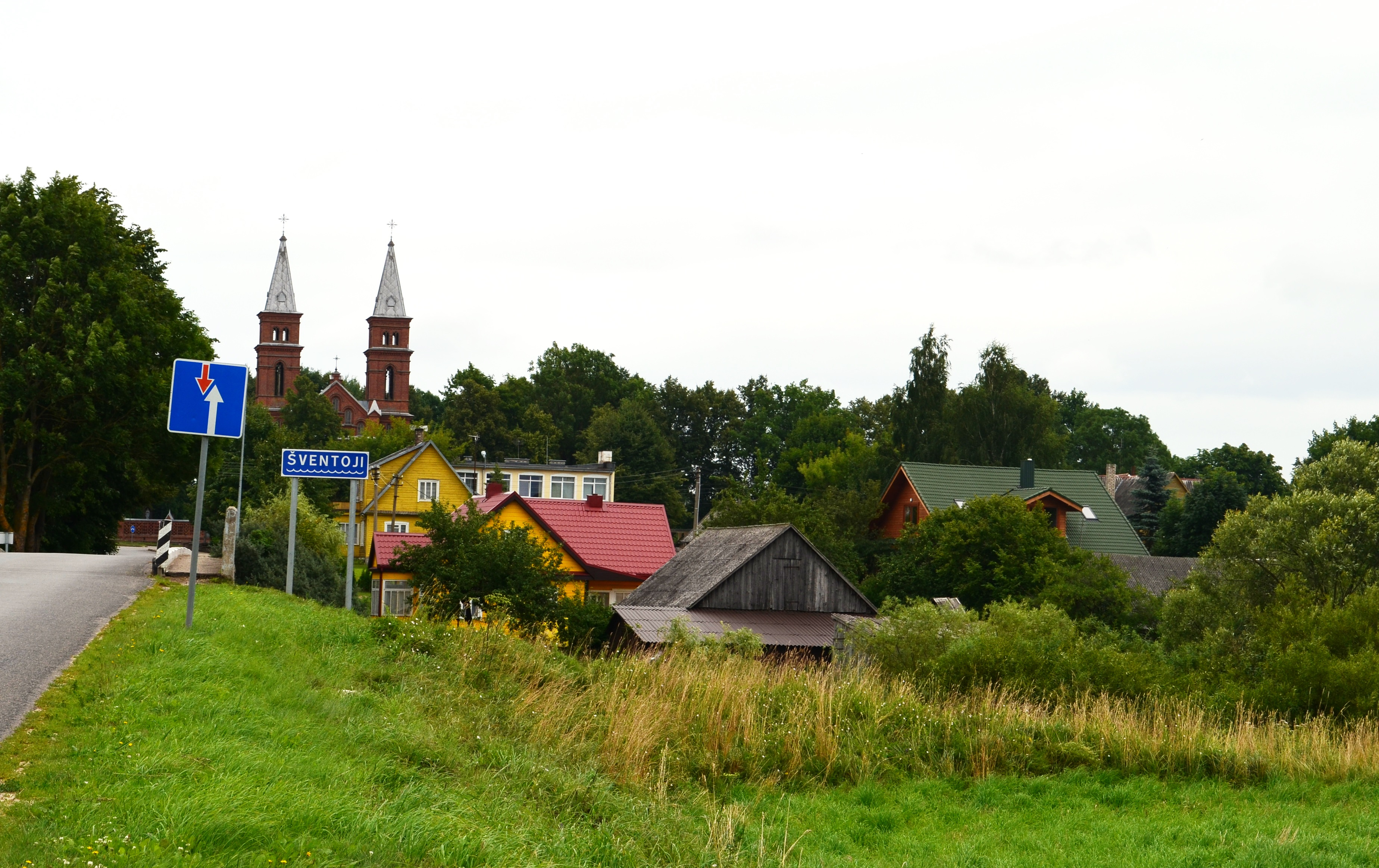
Užpaliai

Užpaliai (auch Uschpol) ist ein „Städtchen“ (litauisch miestelis) mit 758 Einwohnern (Stand 2011) in Litauen, im Amtsbezirk Užpaliai, in der Rajongemeinde Utena, im Norden vom Gemeindezentrum, jenseits der Šventoji. Es ist das Zentrum des Amtsbezirks mit einem Gymnasium, einer Bibliothek (seit 1945), einem Postamt (LT-28033) sowie dem Gutshof Užpaliai (19. Jahrhundert).

## Sehenswürdigkeiten
- Katholische Dreifaltigkeitskirche Užpaliai mit separatem Glockenturm, erbaut 1898
- Orthodoxe Kirche St. Nikolaus der Wundertäter Užpaliai, erbaut 1872

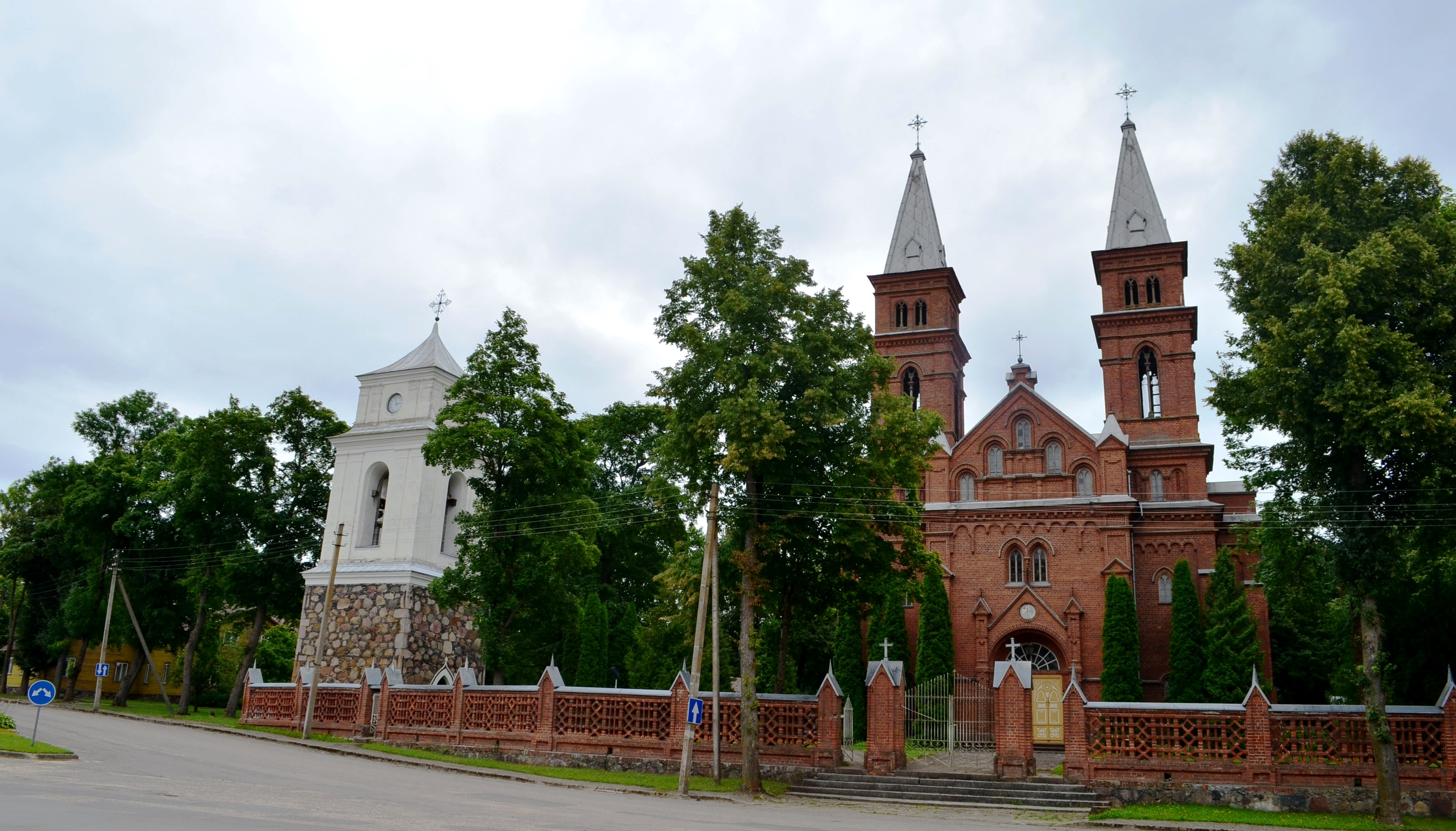
Katholische Kirche mit Glockenturm
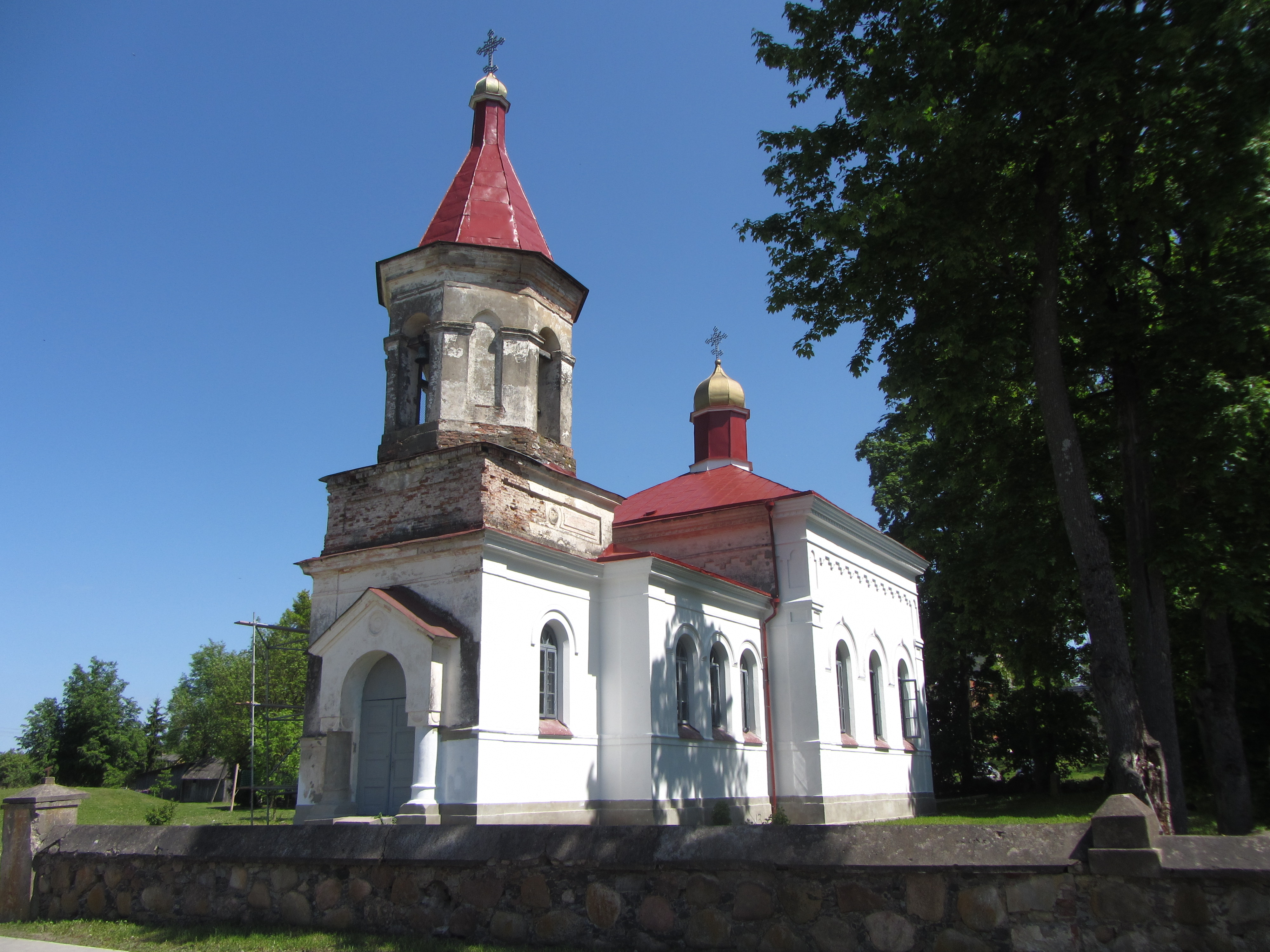
Orthodoxe Kirche

## Personen
- Ivan Lebedeff (1894–1953), litauisch-russisch-stämmiger US-amerikanischer Schauspieler und Schriftsteller
- Povilas Vaitonis (1911–1983), Schachspieler
- Vytautas Maželis (1914–2008), Jurist, Fotograf
- Antanas Napoleonas Stasiškis (1933–2016), Politiker, Seimas-Mitglied